# Paus Johannes XIV
Johannes XIV, geboren als Petrus Canepanova (Pavia, geboortedatum onbekend - Rome, 20 augustus 984) was paus van 983 tot 984. Voordien was hij bisschop van Pavia en kanselier van Italië. De paus was een beschermeling van keizer Otto II. Na het overlijden van Otto II (7 december 983), werd de paus in april 984 gevangengezet door tegenpaus Bonifatius en afgezet. Hij stierf in gevangenschap, al dan niet vermoord in opdracht van de tegenpaus. Hij koos een andere naam dan zijn doopnaam als paus, dit omdat hij het niet gepast vond zich - als plaatsbekleder van Petrus - Petrus II te noemen.
Cursief: tegenpaus
- Bibliothèque nationale de France: cb103577548 (data)
- Catàleg d'autoritats de noms i títols de Catalunya: 981058521752906706
- Gemeinsame Normdatei: 100950132
- International Standard Name Identifier: 0000 0004 4412 9711
- Library of Congress Control Number: nb2007019857
- Nationale Bibliotheek van Tsjechië: skuk0003214
- Nationale Bibliotheek van Israël: 987007397566105171
- Nederlandse Thesaurus van Auteursnamen: 074353373
- Union List of Artist Names: 500355753
- Virtual International Authority File: 312717165